# Cosmetovigilance
Unter Cosmetovigilance (deutsch auch Kosmetovigilanz) wird in Anlehnung an den Begriff Pharmakovigilanz die laufende und systematische Überwachung der Sicherheit eines kosmetischen Mittels in Bezug auf die menschliche Gesundheit verstanden. Ziel ist es, unerwünschte Wirkungen kosmetischer Mittel zu entdecken, zu beurteilen und zu verstehen, und um diesen durch geeignete Maßnahmen vorzubeugen.

## EG-Kosmetik-Verordnung
Die Notwendigkeit der Überwachung von Kosmetika ergibt sich aus der EG-Kosmetik-Verordnung. Die für die Sicherheit verantwortliche Person (Sicherheitsbewerter) des vermarktenden Unternehmens führt eine Produktinformationsdatei in elektronischem oder anderem Format, welche für die zuständige Behörde des Mitgliedstaats leicht zugänglich ist. Zentrales Element dieser Produktinformation ist der Sicherheitsbericht. Für diesen gilt, dass auch nach dem in Verkehr bringen der kosmetischen Mittel eine Überprüfung und ggf. eine Aktualisierung der sicherheitsrelevanten Informationen erforderlich ist. 

## Unerwünschte Wirkungen
In der praktischen Konsequenz resultiert aus der Gesetzgebung eine Pflicht zur kontinuierlichen Beobachtung des Produktes nach der Markteinführung. Dies betrifft insbesondere „unerwünschte Wirkungen“ und „ernste unerwünschte Wirkungen“. Die Gesetzgebung definiert „unerwünschte Wirkung“ als eine negative Auswirkung auf die menschliche Gesundheit, die auf den normalen oder vernünftigerweise vorhersehbaren Gebrauch eines kosmetischen Mittels zurückführbar ist. Eine „ernste unerwünschte Wirkung“ führt zu vorübergehender oder dauerhafter Funktionseinschränkung, Behinderung, einem Krankenhausaufenthalt, angeborenen Anomalien, unmittelbarer Lebensgefahr oder gar zum Tod. 
Daten über unerwünschte Wirkungen und schwere unerwünschte Wirkungen, die durch das kosmetische Mittel bei seiner Anwendung hervorgerufen werden, müssen der Öffentlichkeit leicht zugänglich gemacht werden. Im Falle ernster unerwünschter Wirkungen durch kosmetische Mittel melden dies die verantwortlichen Personen unverzüglich der zuständigen Behörde des Mitgliedstaats, in dem die ernsten unerwünschten Wirkungen aufgetreten sind. Weitere Mitgliedsstaaten werden in der Folge unverzüglich informiert und entsprechende Maßnahmen eingeleitet. 